# 제로 트러스트 보안 모델
제로 트러스트 보안 모델(Zero trust security model), 제로 트러스트 아키텍처(zero trust architecture, ZTA)는 IT 시스템의 전략, 설계 및 구현에 대한 접근 방식을 설명한다. 제로 트러스트 보안 모델의 주요 개념은 "신뢰하지 않고 항상 확인"이다. 이는 사용자와 장치가 기업 LAN과 같은 허가된 네트워크에 연결되어 있거나, 이전에 확인되었다.
ZTA는 강력한 신원 확인을 설정하고, 액세스 권한을 부여하기 전에 장치 규정 준수 여부를 확인하고, 명시적으로 승인된 리소스에만 최소 권한 액세스를 보장함으로써 구현된다. 대부분의 현대 기업 네트워크는 상호 연결된 여러 영역, 클라우드 서비스 및 인프라, 원격 및 모바일 환경에 대한 연결, IoT 장치와 같은 비전통적인 IT에 대한 연결로 구성된다.
제로 트러스트의 이유는 개념적 "회사 경계" 내의 사용자와 장치 또는 VPN을 통해 연결된 사용자와 장치를 신뢰하는 전통적인 접근 방식이 기업 네트워크의 복잡한 환경에서는 충분하지 않기 때문이다. 제로 트러스트 접근 방식은 위치에 관계없이 사용자와 장치의 신원과 무결성을 확인하고, 사용자 인증과 결합하여 사용자와 장치 ID 및 장치 상태에 대한 신뢰를 기반으로 애플리케이션과 서비스에 대한 액세스를 제공하는 등 상호 인증을 옹호한다. 제로 트러스트 아키텍처는 공급망과 같은 특정 영역에서 사용하기 위해 제안되었다.
제로 트러스트 원칙은 데이터 액세스 및 데이터 관리에 적용될 수 있다. 이를 통해 데이터 액세스에 대한 모든 요청을 동적으로 인증하고 리소스에 대한 최소 권한 액세스를 보장해야 하는 제로 트러스트 데이터 보안이 구현된다. 접근 허용 여부를 결정하기 위해 데이터의 속성, 사용자가 누구인지, ABAC(속성 기반 접근 제어)를 사용하는 환경 유형을 기반으로 정책을 적용할 수 있다. 이 제로 트러스트 데이터 보안 접근 방식은 데이터에 대한 액세스를 보호할 수 있다.